# (21636) Huertas
(21636) Huertas (1999 NS34) – planetoida z pasa głównego asteroid okrążająca Słońce w ciągu 3,31 lat w średniej odległości 2,22 j.a. Odkryta 14 lipca 1999 roku.